# Schron przy Zakosistej
Schron przy Zakosistej – jaskinia, a właściwie schronisko, w Dolinie Kościeliskiej w Tatrach Zachodnich. Wejście do niej położone jest na lewym orograficznie zboczu Wąwozu Kraków w jego środkowej części, w pobliżu Baszty, Jaskini Zakosistej i Schronu nad Zakosistą, na wysokości 1272 m n.p.m. Długość jaskini wynosi 12 metrów, a jej deniwelacja 3 metry.

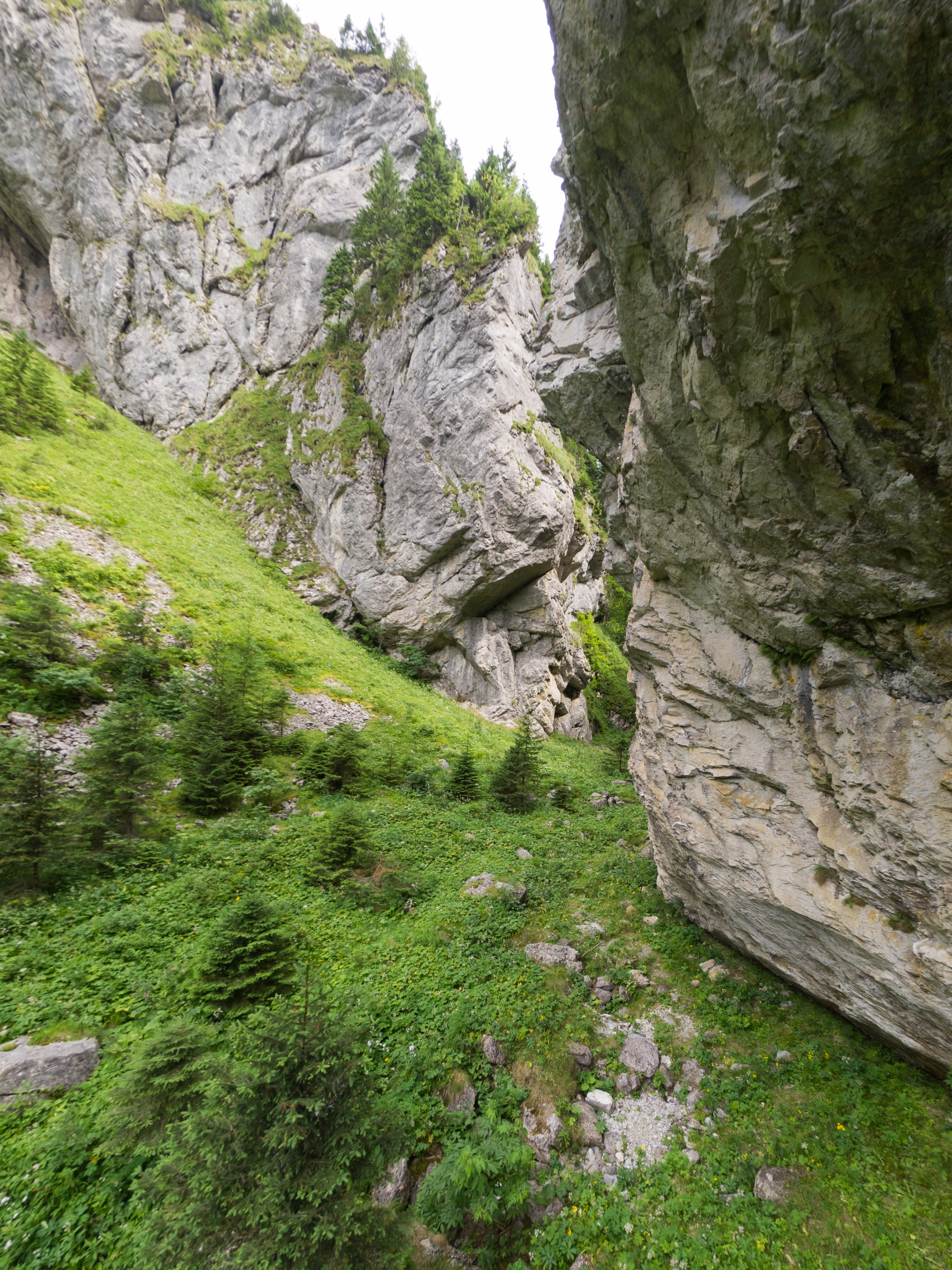
Rynek w wąwozie Kraków. Po lewej ściana Kościoła, po prawej ściana Baszty

## Opis jaskini
Jaskinię stanowi szczelinowy korytarz zaczynający się w obszernym otworze wejściowym, który po paru metrach rozdziela się na dwa ciągi. Na wprost idzie kilkumetrowy ciasny korytarzyk, na lewo przez przełaz wchodzi się do niewielkiej sali.

## Przyroda
W jaskini brak jest nacieków. Ściany są wilgotne, rosną na nich mchy i porosty.

## Historia odkryć
Jaskinia była prawdopodobnie znana od dawna. Jej pierwszy plan i opis sporządziła I. Luty przy pomocy K. Pohoskiego w lipcu 1977 roku.